# Cylindrite
La cylindrite est un minéral sulfosel contenant de l'étain, du plomb, de l'antimoine et du fer de formule Pb3Sn4FeSb2S14,,. Il forme des cristaux pinacoïdaux tricliniques qui se trouvent souvent sous forme de tubes ou de cylindres et qui sont en réalité des feuillets enroulés. Il a une couleur métallique noire à gris de plomb avec une dureté Mohs de 2 à 3 et une densité de 5,4.
Il a été découvert dans la mine de Santa Cuz, département d'Oruro en Bolivie, en 1893. Son nom provient de ses curieux cristaux cylindriques dont la forme est presque unique parmi les minéraux.